# Girolamo Riario
Girolamo Riario (Savona, 27 febbraio 1443 – Forlì, 14 aprile 1488) fu Signore di Imola dal 1473 e di Forlì dal 1480. Fu, inoltre, capitano generale della Chiesa sotto papa Sisto IV, suo zio, e uno degli organizzatori della Congiura dei Pazzi del 1478 per assassinare Lorenzo e Giuliano de' Medici.

## Biografia

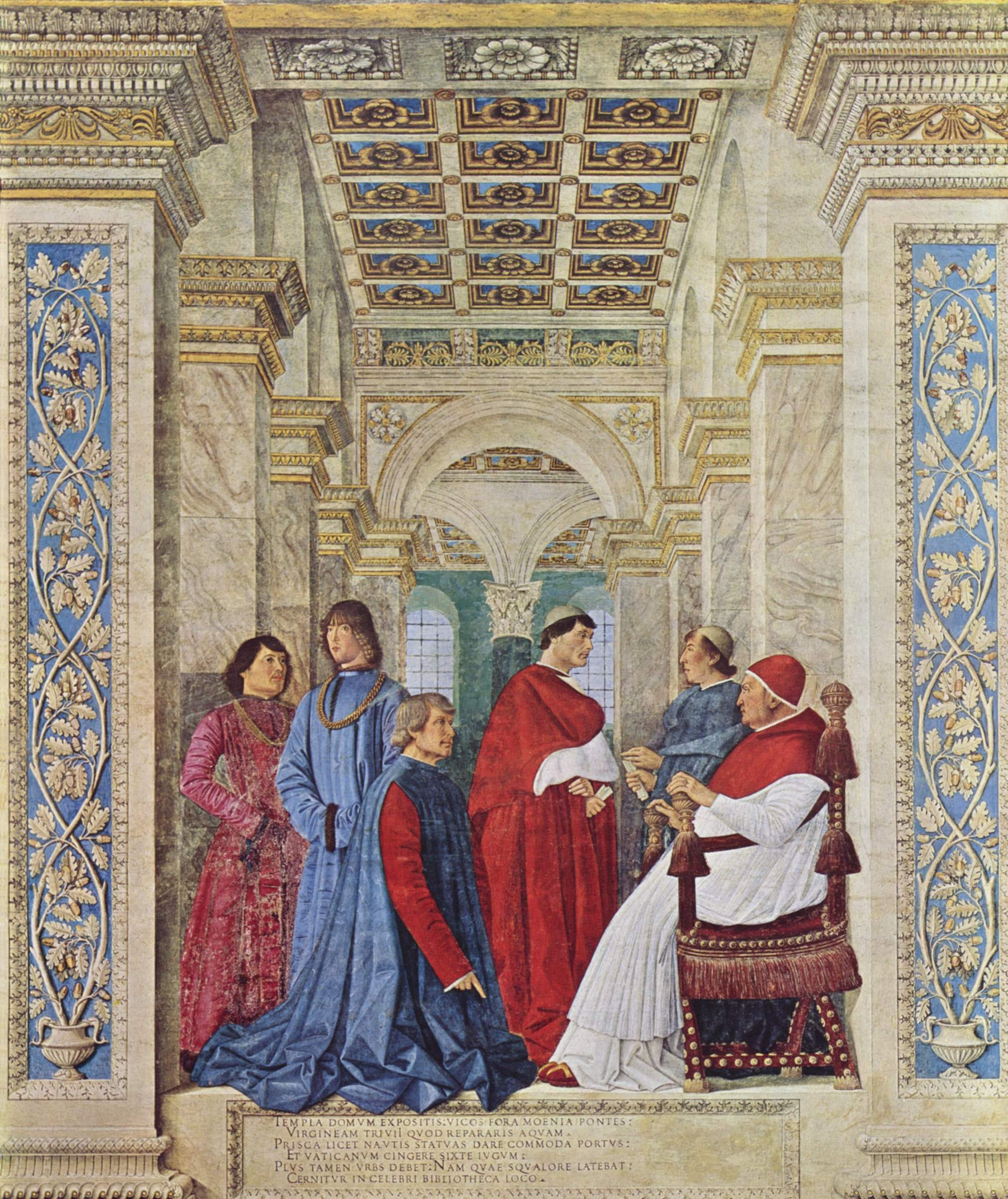
Melozzo da Forlì, Sisto IV nomina il Platina prefetto della biblioteca Vaticana, affresco staccato, 1477 (Pinacoteca Vaticana). Girolamo Riario è il secondo da sinistra.

Girolamo nacque il 27 febbraio 1443 a Savona, figlio di Paolo Riario e Bianca Della Rovere, sorella di Francesco Della Rovere (papa Sisto IV). Riuscì a inserirsi abilmente nella schiera dei favoriti alla corte papale dello zio nell'intento di affermarsi in veste di principe laico, sotto l'ala protettrice dello Stato Pontificio. Le sue mire erano indirizzate verso la Romagna, frammentata in una moltitudine di signorie cittadine e, proprio per questo, terreno ideale di conquista.

### Matrimonio
Nel 1473 fu organizzato il suo fidanzamento con Caterina Sforza, figlia di Galeazzo Maria Sforza, duca di Milano, e di Lucrezia Landriani, una sua amante. Questo matrimonio fu organizzato da Galeazzo Maria Sforza dopo che Gabriella Gonzaga, figlia naturale di Ludovico II Gonzaga, marchese di Mantova, si oppose al matrimonio della sua undicenne figlia Costanza con il Conte Girolamo Riario. La motivazione della sua opposizione era legata alla richiesta del Riario affinché la consumazione del matrimonio avvenisse immediatamente e non al raggiungimento dell'età legale da parte della figlia. L’occasione fu offerta dalla crisi scoppiata a Imola, signoria di Taddeo Manfredi. Debole e fiaccato dalla lotta interna alla famiglia, Manfredi, che esercitava il potere nella città sotto la tutela milanese, venne definitivamente estromesso da Galeazzo Maria Sforza. Nel 1473, previa occupazione militare, il Duca gli impose la cessione della città al controllo diretto di Milano. È in questo contesto che fu pianificato il matrimonio di Girolamo, che ebbe il duplice effetto di rafforzare l’amicizia con Milano e garantire a quest’ultimo un potente alleato per i suoi progetti. In questo modo Sisto IV ottenne il beneplacito del Duca di Milano e la precedenza sull’acquisto di Imola, reclamata da Firenze. La Repubblica fiorentina, che poteva vantare dei diritti sulla città in base ad accordi stipulati con Taddeo Manfredi, aveva infatti già disposto il versamento di un’elevata somma di denaro per il suo acquisto. La questione di Imola divenne così terreno di scontro tra Roma e Firenze e il rifiuto del banco Medici di prestare alla Chiesa la somma necessaria a concludere l’accordo non poté che aggravare la situazione. Il tentativo di Lorenzo risultò comunque vano dato che i quarantamila ducati necessari a coprire la spesa furono concessi a Girolamo dalla famiglia dei Pazzi, anch’essi ricchi banchieri fiorentini. I Pazzi, già in contrasto con Lorenzo de' Medici per questioni politico-economiche, sfruttarono l’occasione per legarsi alla corte di Roma, mentre il Papa, da parte sua, incominciò a intrattenere relazioni con questa famiglia ‹‹riconoscendone, potenzialmente almeno, un’alternativa al potere mediceo››. Il matrimonio tra Girolamo e Caterina fu poi celebrato nel 1477.

### Signorie di Imola e Forlì
Sisto IV procurò a Girolamo, nel 1473, la Signoria di Imola, città nella quale Caterina entrò trionfalmente nel 1477. Dopo di che, i coniugi si recarono a Roma, dove nel 1480 Girolamo ottenne anche la signoria di Forlì, a scapito degli Ordelaffi, la famiglia che governò quasi ininterrottamente la Signoria dalla fine del XIII secolo. I nuovi signori di Forlì cercarono di guadagnarsi il favore popolare avviando la costruzione di opere pubbliche ed abolendo parecchie tasse.
Nel 1477, Girolamo Riario ordinò la costruzione di un nuovo palazzo a Roma, su progetto dell'architetto Melozzo da Forlì. Il nuovo Palazzo Riario venne completato nel 1480 ed è oggi conosciuto come Palazzo Altemps.

### Congiura dei Pazzi
Nel 1478, Girolamo fu uno degli organizzatori della Congiura dei Pazzi, per assassinare Lorenzo de' Medici e suo fratello Giuliano e rovesciare in questo modo il dominio di Casa de' Medici; infatti, il progetto prevedeva che proprio Girolamo dovesse assumere il comando della Signoria di Firenze alla morte dei due Medici.
Il piano prevedeva di avvelenare i due fratelli sabato 25 aprile, durante un banchetto da loro organizzato nella Villa Medici di Fiesole; a versare il veleno nelle pietanze dei due fratelli avrebbero dovuto essere Jacopo de' Pazzi e lo stesso Girolamo, ma un improvviso malore di Giuliano, che lo costrinse a non poter partecipare al banchetto, fece saltare il piano. I congiurati decisero allora di agire il giorno dopo, domenica 26 aprile, durante la messa nella Cattedrale di Santa Maria del Fiore.
Il giorno stabilito, durante la messa, al momento dell'elevazione dell'ostia scoppiò la congiura, Bernardo Bandini trafisse Giuliano al petto, il quale, cercando di fuggire, venne subito assalito da Francesco de' Pazzi, che lo trafisse ripetutamente con un pugnale con una tal violenza da ferirsi da solo ad una gamba. Giuliano oramai giaceva morto. Contemporaneamente, Stefano da Bagnone e Antonio Maffei da Volterra, due religiosi, assalirono Lorenzo, riuscendo però solamente ferirlo, perché quest'ultimo sguainò la spada ed iniziò a difendersi; grazie all'aiuto dei suoi scudieri Andrea e Lorenzo Cavalcanti, all'amico Angelo Poliziano e al sacrificio di Francesco Nori, che si interpose tra lui e il Bandini, Lorenzo riuscì a sfuggire alla morte e a rifugiarsi in sagrestia, dove si rinchiuse sbarrando le pesanti porte.

#### Conseguenze della Congiura
Lorenzo de' Medici veniva scortato nella sua dimora da un gruppo di amici corsi in aiuto, nel frattempo Jacopo si precipitò in Piazza della Signoria proclamando al popolo la liberazione dai Medici, ma il popolo infuriato si avventò invece sui congiurati e poche ore dopo Francesco de' Pazzi e Francesco Salviati, arcivescovo di Pisa e cugino di Girolamo, vennero impiccati. Jacopo riuscì a sfuggire, ma pochi giorni dopo venne catturato ed impiccato anche lui, assieme al nipote Renato de' Pazzi. Stessa sorte degli altri congiurati toccherà un anno dopo al Bandini, inizialmente fuggito a Costantinopoli.
I due religiosi assassini vennero catturati dalla folla, linciati e poi impiccati, e un altro congiurato, Giovan Battista da Montesecco, venne prima torturato e interrogato e poi decapitato. I restanti membri della famiglia Pazzi vennero arrestati o esiliati e tutti i loro beni confiscati.

### Guerra di Ferrara
Nel 1482, Girolamo, deluso per la fallita congiura di Firenze, rivolse le sue mire espansionistiche sul Ducato di Ferrara; dopo un accordo con papa Sisto IV, decise di andare a Venezia per convincere la Repubblica, acerrima nemica degli Estensi, ad una guerra contro Ferrara. La Repubblica di Venezia, infatti, era entrata in conflitto con la città estense per il commercio del sale, che era riservato da un patto commerciale alla sola Venezia, tuttavia Ferrara aveva iniziato a prendere il controllo delle saliere del Comacchio, minacciando in questo modo gli affari veneti (per questo motivo lo scontro tra le due città è anche noto come "Guerra del Sale").
Così scoppiò la Guerra di Ferrara, che vedrà scontrarsi sui due schieramenti avversari le maggiori potenze d'Italia, alleate di Venezia o di Ferrara. Papa Sisto IV, a capo dello Stato Pontificio, inizialmente alleato di Venezia, preoccupato per l'ancora maggiore egemonia che avrebbe acquistato quest'ultima, cercò di convincerla a terminare la guerra, ma Venezia si oppose, anche dopo le minacce di scomunica; a questo punto, lo Stato Pontificio si schierò con Ferrara, mentre Venezia, che inizialmente era in vantaggio, ora rischiava di perdere la guerra.
Il 7 agosto 1484, con il "Trattato di Bagnolo", termina la guerra; secondo gli accordi Venezia avrebbe mantenuto i territori conquistati al nord del Po e né lei né lo Stato Pontificio avrebbe inglobato il Ducato di Ferrara. Papa Sisto IV non venne consultato e si dice che fu a causa di questa notizia che pochi giorni dopo, il 12 agosto, morì.

### Signoria di Forlì

#### Crisi finanziaria
La morte di papa Sisto IV fu un duro colpo per Girolamo Riario che aveva così perso il suo principale sostenitore e finanziatore. Il 27 dicembre 1485 Riario fu, così, costretto a ripristinare tutte le tasse abolite alla sua entrata in città nel 1481, provocando un malcontento generale in tutta la popolazione, compresi sia i poveri sia i ricchi. Infatti, Riario fu costretto a tassare anche la nobiltà, che non fu affatto contenta di pagare le tasse, che erano anche molto più ingenti di quelle dei precedenti signori, gli Ordelaffi.

#### Rivolta del 1487
Il generale malcontento delle varie famiglie nobili della città di Forlì si trasformò in una serie di intrighi e congiure. Nella primavera del 1487, infatti, sfruttando l'assenza dei due signori, vi fu un tentativo di rivolta da parte del popolo forlivese. Caterina Sforza, venuta a conoscenza dell'insurrezione, si precipitò con un gruppo di militari a Forlì, riuscendo in questo modo a sedare la sommossa. La conseguenza della rivolta fu l'espulsione dalla Signoria e la confisca dei beni di circa sessanta famiglie sospettate di aver appoggiato la rivolta e sostenuto il ripristino del potere degli Ordelaffi.

### Congiura degli Orsi

#### La profezia della morte
Secondo lo storico forlivese Paolo Bonoli, nel 1480 accadde un fatto misterioso. Riporta infatti che, un contadino, recatosi al mercato di Faenza, incontrò un frate, e da costui ricevette un libro, con l'incarico di portarlo a "Leone Cobelli dipintor forlivese e storico, e assai ben noto per le sue virtù". Il libro conteneva varie profezie in versi, che poi si avverarono, compresa quella di una congiura ai danni di Girolamo Riario. Il frate non fu mai rintracciato. Fu forse un tentativo di salvare il Riario da parte di chi aveva avuto notizie da fonti incerte o che non poteva rivelare, magari per il segreto della confessione. 
Secondo lo scrittore Ivo Ragazzini, autore de "Il Fantasma di Girolamo Riario" quel frate era Girolamo Manfredi, frate, astrologo e guaritore ben noto all'epoca per i suoi libri di previsioni astrologiche, talmente precise, che il cronista Cobelli riteneva parlasse con Dio. Inoltre i banchi dei Medici avevano messo una taglia su Riario, che era già sfuggito a sei tra attentati e congiure, ed erano apparse scritte dentro la chiesa di San Mercuriale che annunciavano la sua fine.

#### Assassinio di Girolamo Riario
Dopo il tentativo di rivolta, si susseguirono ai danni di Riario una serie di congiure, tutte fallite fino al 1488; quell'anno infatti i due fratelli Ludovico e Cecco della nobile famiglia forlivese degli Orsi organizzarono una congiura, con l'appoggio esterno di Antonio Maria Ordelaffi, del papa Innocenzo VIII e di Lorenzo de' Medici, il quale non aveva dimenticato il coinvolgimento di Riario nella congiura ai suoi danni.
La sera del 14 aprile 1488 i due Orsi si intrufolarono nel Palazzo della Signoria di Forlì e, con l'aiuto di due guardie, assassinarono Girolamo Riario con varie pugnalate; ormai morto, il suo cadavere fu denudato e gettato dalla finestra.

#### Resistenza di Caterina Sforza
Dopo l'assassinio, il Palazzo della Signoria fu saccheggiato, mentre Caterina Sforza ed i figli venivano presi prigionieri.
Poiché la Rocca di Ravaldino, cittadella centrale nel sistema difensivo della città, rifiutava di arrendersi, Caterina si offrì, subdolamente, di entrare a convincere il castellano, Tommaso Feo.
Gli Orsi le credettero, sulla base del fatto che ne avrebbero tenuto in ostaggio i figli. Ma, una volta dentro, Caterina rifiutò di ascoltarli e si preparò alla riconquista del potere, incurante delle minacce ai suoi figli: se li avessero uccisi, avrebbe ben saputo vendicarli, disse. L’episodio è citato brevemente da Machiavelli nei Discorsi: « Ammazzarono alcuni congiurati Forlivesi il conte Girolamo loro signore, presono la moglie, ed i suoi figliuoli, che erano piccoli; e non parendo loro potere vivere sicuri se non si insignorivano della fortezza, e non volendo il castellano darla loro, Madonna Caterina (che così si chiamava la contessa) promisse ai congiurati, che, se la lasciavano entrare in quella, di farla consegnare loro, e che ritenessono a presso di loro i suoi figliuoli per istatichi. Costoro, sotto questa fede, ve la lasciarono entrare; la quale, come fu dentro, dalle mura rimproverò loro la morte del marito, e minacciogli d'ogni qualità di vendetta. E per mostrare che de' suoi figliuoli non si curava, mostrò loro le membra genitali, dicendo che aveva ancora il modo a rifarne. Così costoro, scarsi di consiglio e tardi avvedutisi del loro errore, con uno perpetuo esilio patirono pena della poca prudenza loro »
Nonostante la rivolta, gli Orsi non avevano il potere di opporsi al Consiglio dei Quaranta, che, riunitosi la notte stessa, decise il ritorno della città sotto la giurisdizione dello Stato Pontificio. Il 29 aprile le truppe alleate giunsero in città e la liberarono. Il 30 aprile Caterina assunse la reggenza della città per conto del figlio Ottaviano Riario, che di fatto sarà signore fino al 1499.

### Sepoltura
I resti mortali di Girolamo Riario vennero seppelliti nella Cattedrale di San Cassiano, Duomo di Imola.

## Discendenza
Dall'unione di Girolamo Riario e Caterina Sforza nacquero sei figli:
- Bianca (1478 – 1524), inizialmente promessa in sposa ad Astorre III Manfredi, signore di Faenza, nel 1503 sposò, invece, Troilo I de' Rossi, I marchese di San Secondo, VI conte di San Secondo;
- Ottaviano (1479 – 1523), fu signore di Imola e di Forlì, dal 1488 al 1499, e vescovo di Viterbo, dal 1506 alla morte;
- Cesare (1480 – 1540), fu arcivescovo di Pisa, dal 1499 al 1518, e vescovo di Malaga, dal 1518 alla morte;
- Giovanni Livio (Forlì, 30 ottobre 1484 - 1496)
- Galeazzo Maria (Forlì, 18 dicembre 1485 - 1557), sposò nel 1508 Maria della Rovere, vedova di Venanzio da Varano;
- Francesco Sforza detto Sforzino (Imola, 17 agosto 1487 – 1546), fu vescovo di Lucca dal 13 novembre 1517 alla morte.

Riario ebbe anche un figlio illegittimo, Scipione, nato da una donna ignota.

## Parallelo con il Valentino
È interessante evidenziare, come hanno già fatto diversi studiosi, la similitudine tra i progetti politici di Girolamo e le successive imprese di Cesare Borgia, le quali avrebbero ricalcato sostanzialmente i propositi del primo in Romagna. Entrambi dominarono la scena politica del loro tempo, grazie alle ambizioni personali e al sostegno economico-militare della Chiesa, disposti anche a scavalcare l’autorità del loro pontefice-protettore pur di raggiungere i propri scopi. Entrambi infine, come del resto le maggiori creature del nepotismo rinascimentale, non sopravvissero al cambio di pontificato che li privò delle condizioni necessarie all’esercizio del potere.

## Cultura di massa

### Letteratura
- Nel romanzo The Making of a Saint di William Somerset Maugham, sono narrati gli eventi che circondano Riario e la Sforza a Forlì, descritti attraverso gli occhi di un avversario politico;
- Nella trilogia Medici di Martin Woodhouse, un romanzo storico incentrato sulle attività militari di Leonardo da Vinci per i Medici, Riario è il principale antagonista;
- Nel romanzo storico "La dama dei gelsomini" di Lisa Laffi, viene narrata la vita di Caterina Sforza e della figlia Bianca, dove comprare ovviamente anche Riario

### Videogiochi
- Nel videogioco Assassin's Creed II del 2009, i fratelli Orsi vengono assunti da Caterina Sforza;

### Televisione
- Nella serie televisiva fantasy Da Vinci's Demons (2013-15), incentrata sul misterioso personaggio di Leonardo da Vinci, Girolamo Riario è il principale antagonista. Riario è interpretato dall'attore britannico Blake Ritson.
- Il conte appare anche nella serie televisiva I Medici, interpretato da Marius Bizau (nella seconda stagione), in cui però ha un ruolo piuttosto marginale e da Jack Roth (nella terza).